# V624 Возничего
V624 Возничего (лат. V624 Aurigae) — двойная затменная переменная звезда типа Алголя (EA) в созвездии Возничего на расстоянии (вычисленном из значения параллакса) приблизительно 14349 световых лет (около 4399 парсеков) от Солнца. Видимая звёздная величина звезды — от +16,4m до +15,91m. Орбитальный период — около 0,7077 суток (16,985 часов).

## Характеристики
Первый компонент — жёлтая звезда спектрального класса G. Эффективная температура — около 5333 K.